# Gonyleptes borgmeieri
Gonyleptes borgmeieri is een hooiwagen uit de familie Gonyleptidae.